# Зигналькуппе
Зигналькуппе, или Пунта-Ньифетти (нем. Signalkuppe, итал. Punta Gnifetti) — вершина высотой 4554 метра над уровнем моря в массиве Монте-Роза в Пеннинских Альпах на границе Швейцарии и Италии. Первое восхождение на вершину Зигналькуппе совершили Джованни Ньифетти, Джузеппе Фаринетти, Кристофоро Феррарис, Кристофоро Гробер, Джакомо Джордано и Джованни Джордано 9 августа 1842 года в сопровождении двоих проводников. На вершине Зигналькуппе на высоте 4554 метра над уровнем моря расположен самый высокогорный приют Западной Европы Маргарита.

## Происхождение названия
В 1825 году Людвиг Вельден назвал безымянную прежде гору Зигналькуппе (нем. Signalkuppe, англ. Sign summit, Вершина-знак) из-за приметного выступа на её вершине. Этот выступ был разрушен во время строительства приюта Маргарита в 1893 году. Итальянская версия названия вершины, Пунта-Ньифетти (итал. Punta Gnifetti), появилась в честь первовосходителя на вершину, итальянского священника Джованни Ньифетти. После смерти Ньифетти в 1867 году, он был похоронен на склоне горы.

## Физико-географическая характеристика
Вершина Зигналькуппе расположена на границе Швейцарии, кантон Вале, и Италии, регион Пьемонт. Является четвёртой по высоте вершиной массива Монте-Роза после вершин пик Дюфур, Норденд и Цумштайншпитце в основном списке официального перечня вершин-четырёхтысячников Альп. Вершина Зигналькуппе является самой высокой точкой итальянской провинции Верчелли.
Вершина Зигналькуппе расположена в юго-восточной части массива Монте-Роза. В 700 метрах к северо-западу от вершины расположена вершина Цумштайншпитце, отделённая от неё перевалом Колле-Ньифетти (Colle Gnifetti) высотой 4452 метра над уровнем моря. Примерно в 1 километре к юго-западу от вершины Зигналькуппе расположена вершина Парротшпитце. Восточная стена Зигналькуппе крутая и скалистая и является частью восточной стены массива Монте-Роза Макуньяга (итал. Macugnaga). Западная стена вершины представляет собой заснеженный ледник.

## История восхождений
Первое восхождение на вершину совершил приходской священник из коммуны Аланья-Вальсезия в Италии Джованни Ньифетти 9 августа 1842 года в составе группы из 8 человек. Вместе с ним на вершину также поднялись Джузеппе Фаринетти, Кристофоро Феррарис, Кристофоро Гробер, Джакомо Джордано, Джованни Джордано и двое проводников. Группа совершила восхождение со стороны Италии через перевал Лисйох и юго-западную стену вершины. Это была уже четвёртая попытка Ньифетти взойти на вершину Зигналькуппе — восхождения в 1834, 1836 и 1839 годах заканчивались неудачно.
Первое восхождение по восточной стене было совершено 28 июля 1887 года британским альпинистом Гарольдом Уордом Тофэмом совместно с Алоисом Зуперзаксо и проводником. Маршрут носит название Крест-Зигналь (Cresta Signal), также в честь первопроходца его иногда называют Тофэмграт (Tophamgrat).
Восхождение по юго-восточной стене впервые совершили А. Орио, Ф. де Циниз, Дж. Гульельминетти и Дж. Кьяра в 1906 году.

## Маршруты восхождений
Классический маршрут восхождения на вершину начинается в общине Церматт и идёт на вершину по юго-западной стене через хижину Монте-Роза. Маршрут имеет категорию II по классификации UIAA (PD- по классификации IFAS). Наиболее сложной для восхождения считается восточная сторона вершины, ряд маршрутов по которой имеют категории IV (маршрут Крест-Зигналь) и V по классификации UIAA.
На вершине Зигналькуппе на высоте 4554 метра над уровнем моря расположен приют Маргарита (Refuge Margherita, или Capanna Osservatorio Regina Margherita), который является самым высокогорным приютом Западной Европы. 14 июля 1889 года на ассамблее представителей итальянского альпийского клуба (Assembly of Delegates of the СAI) был одобрен план постройки приюта на высоте более 4500 метров над уровнем моря для того, чтобы облегчить альпинистам и учёным доступ к высокогорным областям. В 1890 году было выбрано место — вершина Зигналькуппе. 4 сентября 1893 года приют официально был открыт для посещения. Приют был назван в честь Маргариты Савойской, которая в то время была королевой Италии. Королева Маргарита лично присутствовала в приюте 18 и 19 августа 1893 года за несколько дней до его официального открытия. В 1899 году в приюте была открыта метеорологическая обсерватория. В 1977 было начато строительство нового приюта взамен старого, который с течением времени пришёл в негодность. Новый приют был открыт 30 августа 1980 года.